# Alexei Filippenko
Alexei Vladimir Filippenko, né le 25 juillet 1958, est un astrophysicien américain et professeur d'astronomie à l'Université de Californie à Berkeley.

## Biographie
Alexei Filippenko se passionne jeune pour l'astronomie lorsqu'il « découvre » la planète Saturne à travers le télescope offert par ses parents pour ses 17 ans. Diplômé de la Dos Pueblos High School (en) (Goleta, Californie), il démarre son cursus universitaire à l'université de Californie à Santa Barbara où il obtient un BA en 1979, avant un doctorat en astronomie en 1984 au California Institute of Technology (Caltech). Il devient ensuite Miller Research Fellow à l’université de Berkeley, et intègre la faculté en 1986.
En février 1985, alors qu'Alex Filippenko est post-doctorant à l’université de Berkeley, il découvre par hasard une supernova de type Ib et Ic qu'il étudie pendant plusieurs semaines avant de publier le résultat de ses observations. En 1989, il met sur pied le Katzman’s Automatic Imaging Telescope (KAIT) à San José (Californie) en collaboration avec Wei Dong Lee qui développe le logiciel du télescope. Ce télescope et son logiciel vont lui permettre de découvrir automatiquement 90 supernovas par an, ce qui le rend le leader incontesté de l’étude des supernovas pendant les 10 années suivantes.
Ses recherches portent sur les supernovas et les galaxies actives en lumière visible, ultraviolets et longueurs d'onde proches de l'infrarouge. Alexei Filippenko fait partie du Supernova Cosmology Project et de la High-Z supernovae search team qui découvre l'accélération de l'expansion de l'univers par des observations de supernova extra-galactiques. Les résultats de leur découverte sont désignés « Top Science Breakthrough of 1998 » par la revue Science. Il fait partie de l’équipe de recherche d'Adam Riess dont les recherches sont primées d'un prix Nobel de physique en 2011.
Il défend l’idée que le big bang ait pu provoquer des phénomènes répétitifs, rendant plausible la théorie d'univers parallèles et donc d'un univers multivers.
Il apparaît fréquemment dans la série L'univers et ses mystères. Il est également actif sur Reddit où il répond aux questions des internautes.

## Autres fonctions
- Membre de l'académie nationale des sciences (États-Unis) (depuis 2009) ;
- Membre de l'Académie américaine des arts et des sciences (depuis 2015) ;
- Directeur du Katzman’s Automatic Imaging Telescope (KAIT) à San José (Californie) (depuis 1989).

## Prix et distinctions

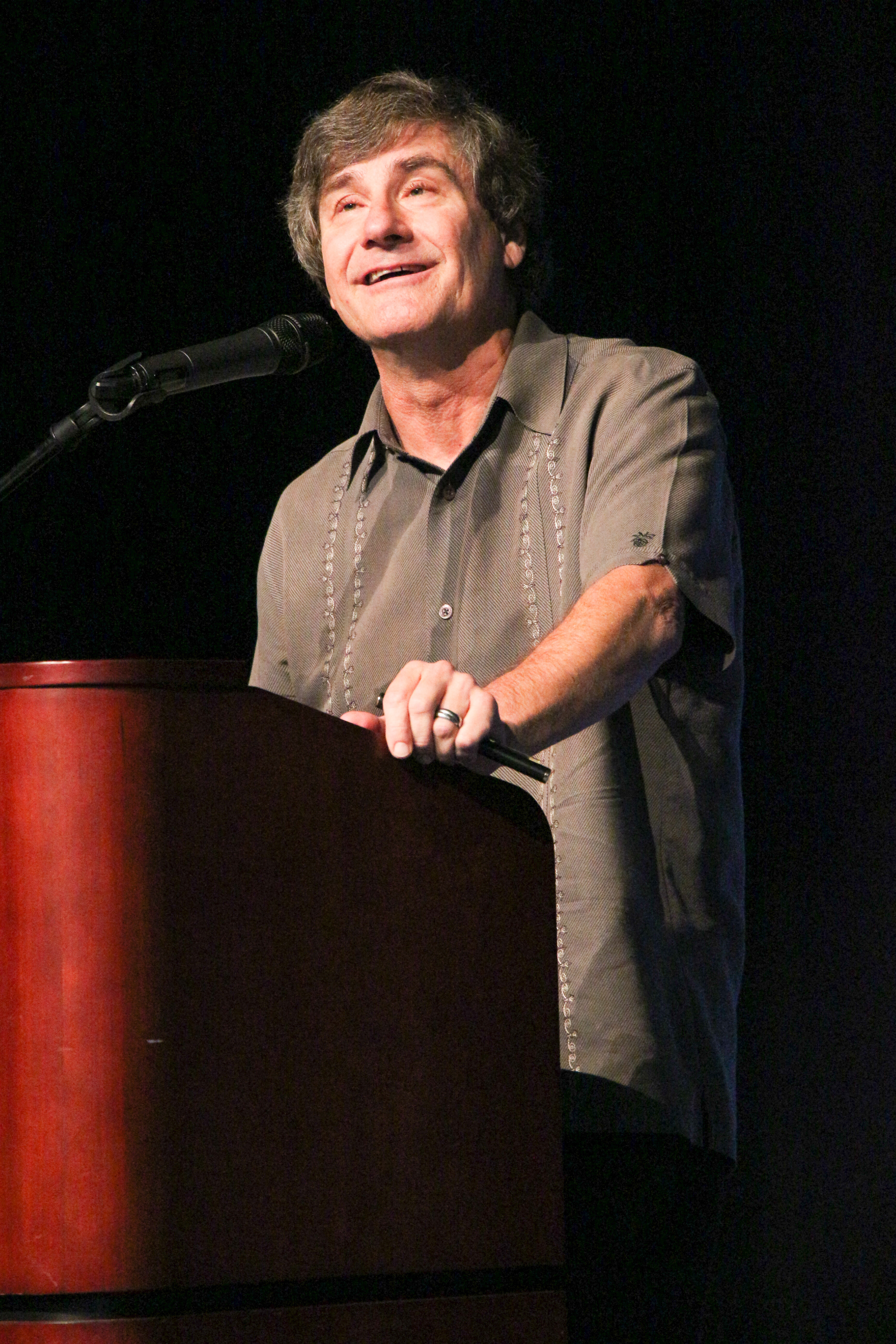
Alexei Filippenko à la Menlo school

- Breakthrough Prize in Fundamental Physics (2015) ;
- Élu à 9 reprises "meilleur professeur" de l'université de Californie à Berkeley[5] ;
- Richard H. Emmons Award  (2010) ;
- Gruber Cosmology Prize (2007) :
- Richtmyer Memorial Award par l'American Association of Physics Teachers (2007)[3] ;
- Élu Professeur de l’année par le Carnegie/CASE (2006)[3] ;
- Carl Sagan Prize for Science Popularization (2004)[3] ;
- Texty Excellence Award pour l'ouvrage "The Cosmos: Astronomy in the New Millennium" écrit avec Jay M. Pasachoff (2001) ;
- Guggenheim Foundation Fellow (2001) ;
- Miller Professor (1996, 2005) ;
- Prix Newton Lacy Pierce en astronomie (1992) ;
- Presidential Young Investigator Award par la National Science Foundation (1989)[4].